# Christian Louboutin
Christian Louboutin (n. 1964 sau 1963) este un designer de încălțăminte care și-a lansat linia de pantofi de lux pentru femei în Franța în 1991. Din 1992, a încorporat în design-urile sale tălpile roșii lăcuite, care au devenit semnătura lui specifică. Pe 27 martie 2007, Christian Louboutin a depus o cerere pentru obținerea dreptului de autor asupra design-ului tălpilor roșii.

## Biografie
În copilărie, Louboutin pleca în mod regulat de la școală, de la vârsta de 12 ani, pentru a urmări dansatoarele din cluburile de noapte din Paris, deoarece era fascinat de costumele acestora. El susține că acest lucru a constituit o mare sursă de inspirație pentru viitoarea sa carieră de designer. "Fetele m-au influențat mult. Dacă îți plac tocurile înalte, experiența asta este într-adevăr una specială- este vorba de picioarele lor, de cum se mișcă, de forma corpului lor. Sunt adevărate modele de stil." Deși Louboutin s-a confruntat cu nemulțumiri din partea familiei ca urmare a deciziei lui de a părăsi școala atât de devreme, el susține că la definitivarea hotărârii lui a contribuit un interviu televizat cu Sophia Loren pe care acesta l-a urmărit, interviu în care vedeta își prezenta sora spunând că aceasta a fost nevoită să părăsească școala la vârsta de 12 ani însă la 50 de ani și-a terminat studiile. "Toată lumea a apaludat! Și m-am gândit că dacă voi regreta, măcar voi fi ca sora Sophiei Loren!"

## Pantofi
Christian Louboutin a readus pantofii cu toc înalt la modă în anii 1990 și 2000, creând zeci de stiluri de pantofi cu tocuri înalte de 12 cm (4.72 inchi) sau mai înalte. Scopul designerului este de a face o femeie să se simtă sexy, frumoasă, de a-i face picioarele să arate pe cât de lung posibil. Deși între stilurile propuse de el se găsesc și pantofi cu toc mai puțin înalt, Louboutin este asociat în general cu creațiile sale mai elegante care încorporează curelușe ornate cu pietre prețioase, fundițe, pene, piele și alte decorații similare.
În cererea depusă pentru obținerea drepturilor de autor, Louboutin explică începutul tălpilor roșii ca semnătură a designer-ului.
"În 1992 am încorporat talpa roșie în design-ul pantofilor mei. Acest lucru s-a întâmplat accidental în momentul în care am simțit că pantofilor le lipsește o anumită energie și am aplicat ojă de unghii roșie pe talpa unuia din ei. Succesul a fost atât de mare încât a devenit un accesoriu permanent."
Louboutin s-a inspirat pentru design-ul pantofilor săi dintr-un incident care a avut loc când acesta avea 20 de ani. El vizitase un muzeu și a observat existența unui semn care le interzicea femeilor să poarte pantofi cu tocuri ascuțite pentru a nu distruge podeaua de lemn. Această imagine i-a rămas în minte, și mai târziu a folosit ideea în creațiile sale. "Am vrut să sfidez acest lucru" a spus Louboutin. "Am vrut să creez ceva care să încalce regulile și care să facă femeile să se simtă încrezătoare și puternice."
Christian Louboutin a fost primul în topul anual Luxury Brand Status Index al Institutului Luxury pentru trei ani; pantofii creați de aceștia fiind declarați cei mai buni pantofi pentru femei în 2007, 2008 și 2009.

## Magazine
Există trei magazine Christian Louboutin în Paris.
Christian Louboutin deține șase buticuri în Statele Unite: două în New York, două în California, unul în Las Vegas și unul în Miami.
Există două în Londra, iar în Asia primul magazin a fost deschis în octombrie 2007 în Hong Kong.
Pe lângă magazine, o mare parte din vânzări sunt realizate online.